# Leandro Nicolás Díaz
Leandro Nicolás Díaz (San Miguel de Tucumán, 6 giugno 1992) è un calciatore argentino, attaccante dell'Atl. Tucumán.

## Palmarès

### Club

#### Competizioni internazionali
- Coppa Sudamericana: 1

Lanús: 2013